# NGC 5141
NGC 5141 is een lensvormig sterrenstelsel in het sterrenbeeld Jachthonden. Het hemelobject werd op 1 mei 1785 ontdekt door de Duits-Britse astronoom William Herschel.

## Synoniemen
- UGC 8433
- MCG 6-30-4
- ZWG 190.6
- ZWG 189.65
- KCPG 373A
- PGC 46906